# Joana de Dammartin
Joana de Dammartin ou Joana d'Aumale (em francês: Jeanne, em espanhol: Juana; 1220 — Abbeville, 16 de março de 1279) foi rainha consorte de Castela e Leão pelo seu casamento com Fernando III de Leão e Castela, e condessa de Ponthieu e Montreuil. Era filha de Simão de Dammartin, conde de Ponthieu, com a sua esposa Maria de Ponthieu, condessa de Ponthieu e de Montreuil.

## Biografia
Casou-se em Burgos, em 1237, com o rei Fernando III de Leão e Castela, viuvo de Beatriz da Suábia. Foi escolhida para esposa do monarca pela mãe deste, a rainha Berengária de Castela, graças à mediação da sua irmã Branca de Castela, rainha de França - os Dammartin tinham acordado com os monarcas franceses não casarem nenhum dos seus filhos sem o consentimento real. Informada do interesse de Henrique III de Inglaterra em casar com Joana, herdeira de Aumale e Ponthieu, a rainha Branca propôs este casamento à sua irmã para evitar uma aliança entre os Dammartin e os seus inimigos ingleses. Deste matrimónio nasceram:
- Fernando de Castela, (1239–1269), conde de Aumale;
- Leonor de Castela, casada com Eduardo I de Inglaterra;
- Luís de Castela (1243–1269), casado com Juana Gómez de Manzanedo;
- Jimeno (1244), morreu jovem e foi sepultado em um mosteiro de Toledo;
- João (1245), morreu jovem e foi sepultado na catedral de Córdoba.

Quando Fernando III morreu, Joana retirou-se para os seus condados da França. A cerca de 1254 casou-se com João de Nesle (m. 1292), senhor de Falvy e de La Hérelle, que governou o condado de Ponthieu em seu nome, e de quem nasceram:
- Guy de Nesle, senhor de Harcelaines e Hocquincourt
- Ida ou Filipa de Nesle, casada com Roberto VII Bertrand, senhor de Bricquebec.

Aquando da morte da sua prima Matilde II de Bolonha, Joana foi uma das pretendentes aos domínios da ex-esposa de D. Afonso III de Portugal, mas em 1262 o parlamento de Paris acabaria por atribuir o Condado de Bolonha a Adelaide de Brabante e o Condado de Dammartin a Mateus de Trie.